# Petaurillus
Petaurillus is een geslacht van zoogdieren uit de familie van de eekhoorns (Sciuridae). De wetenschappelijke naam van het geslacht werd in 1908 gepubliceerd door Oldfield Thomas.

## Soorten
Er worden 3 soorten in dit geslacht geplaatst:
- Petaurillus emiliae Thomas, 1908
- Petaurillus hosei (Thomas, 1900)
- Petaurillus kinlochii (H. C. Robinson & Kloss, 1911)